# Temporada 1984-1985 del Club Joventut Badalona
La temporada 1984-1985 va ser la 46a temporada en actiu del Club Joventut Badalona des que va començar a competir de manera oficial. La Penya va disputar la seva 29a temporada consecutiva a la màxima categoria del bàsquet espanyol, acabant la fase regular en la tercera posició del grup i classificant-se per disputar els play-offs, en que va ser finalista, millorant la posició aconseguida a la temporada anterior. L'equip també va ser finalista de la Copa del Rei i de la Lliga catalana.

## Resultats
Copa del Rei
El Joventut va arribar a la final d'aquesta edició de la Copa del Rei, perdent el partit decisiu davant el Reial Madrid CF per 90 a 76. A semifinals, prèviament, havia eliminat el Barça.
Lliga ACB
A la Lliga ACB finalitza la primera fase com a segon classificat del seu grup, i com a tercer en la lligueta de la segona fase, classificant-se per disputar els play-offs pel títol. A quarts de final va eliminar el Cacaolat Granollers en tres partits, i en semifinals va eliminar el FC Barcelona. Va perdre la final, en el tercer partit, davant el Reial Madrid.
Lliga catalana
La Penya va quedar primera al seu grup de semifinals de la Lliga catalana, classificant-se per disputar la final al Pavelló Municipal de Girona. Va perdre la final davant el FC Barcelona per 102 a 100.

## Plantilla
La plantilla del Joventut aquesta temporada va ser la següent:
| Club Joventut Badalona: plantilla 1984-85 |         |      |
| Jugador                                   | Pos.    | A.   |
| Antón Soler                               | Pivot   | 2.05 |
| Miguel Ángel Abarca                       | Aler    | 1.94 |
| Josep Maria Margall                       | Aler    | 1.98 |
| Andrés Jiménez                            | Aler    | 2.05 |
| Josep Antoni Montero                      | Base    | 1.93 |
| Rafa Vecina                               | Pivot   | 2.05 |
| Rafa Jofresa                              | Base    | 1.83 |
| Jordi Villacampa                          | Aler    | 1.96 |
| Francisco Javier Herrera                  | Escorta | 1.91 |
| Gerald Kazanowsky                         | Pivot   | 2.05 |
| Eric Bartolomé                            | Aler    | 2.01 |
| Mike Schultz                              | Pivot   | 2.05 |

| Club Joventut Badalona: staff 1984-85 |            |
| Nom                                   | Funció     |
| Aíto García Reneses                   | Entrenador |

### Baixes
| Baixes a l'inici de temporada |       |
| Jugador                       | Pos.  |
| Greg Stewart                  | Pivot |
| Ramón Oliver                  | Pivot |
| Miguel López Abril            | Base  |
| Walter Jordan                 | Aler  |
| David Russell                 | Aler  |